# Всемирные игры ветеранов спорта
Всемирные игры ветеранов спорта (англ. World Masters Games) — одно из крупнейших спортивных мероприятий, проходящее каждые четыре года и включающее в себя множество спортивных дисциплин.
Всемирные игры ветеранов спорта, организованные под эгидой Международной ассоциации ветеранов спорта, открыты для участия спортсменов с различными способностями и разного возраста. Минимальный возраст участников от 25 до 35 лет в зависимости от вида спорта.
Девятые Всемирные игры ветеранов спорта прошли с 21 по 30 апреля 2017 года в Окленде.

## История
Первые Всемирные игры ветеранов спорта прошли в Торонто в 1985 г. Игры проводились в Ольборге, Орхусе и Хернинге (1989), Брисбене (1994), Портленде, штат Орегон (1998), Мельбурне (2002), Эдмонтоне (2005) и Сиднее (2009). Во Всемирных играх ветеранов спорта в 2009, участвовало рекордные 28 676 участников.

Это более, чем в два раза больше количества спортсменов, принявших участие в Олимпийских играх в Сиднее 2000 года.
Игры популярны среди профессиональных спортсменов и олимпийцев. В 2009 г. в составе спортивных делегаций в Играх приняло участие более 230 олимпийцев, закончивших профессиональные выступления.

## Летние игры
| Порядковый номер | Год  | Место проведения          | Виды спорта | Количество стран участниц | Количество участников | Девиз                                                     |
| ---------------- | ---- | ------------------------- | ----------- | ------------------------- | --------------------- | --------------------------------------------------------- |
| 1                | 1985 | Торонто,                  | 22          | 61                        | 8,305                 | Год ветеранов                                             |
| 2                | 1989 | Ольборг, Орхус и Хернинг, | 37          | 76                        | 5,500                 | Спорт для жизни                                           |
| 3                | 1994 | Брисбен,                  | 30          | 74                        | 24,500                | Вызов никогда не заканчивается                            |
| 4                | 1998 | Портленд (Орегон),        | 28          | 102                       | 11,400                | Мировой праздник спорта на всю жизнь                      |
| 5                | 2002 | Мельбурн,                 | 26          | 98                        | 24,886                | Крупнейший фестиваль спорта на планете                    |
| 6                | 2005 | Эдмонтон,                 | 25          | 89                        | 21,600                | Фестиваль спорта в городе фестивалей                      |
| 7                | 2009 | Сидней,                   | 28          | 95                        | 28,676                | Подтянуты, радостны и всегда молоды                       |
| 8                | 2013 | Турин,                    | 30          | 99                        | 15,394                | Спорт для жизни, спорт для всех                           |
| 9                | 2017 | Окленд,                   | 28          | 100                       | 28,578                | За любовь к спорту                                        |
| 10               | 2025 | Тайбэй,                   | 32          |                           |                       | Спорт вне зависимости от возраста и жизнь без ограничений |
| 11               | 2027 | Кансай,                   |             |                           |                       |                                                           |

## Зимние игры
| Порядковый номер | Год  | Место проведения | Количество видов спорта | Количество стран участниц | Количество участников | Девиз         |
| ---------------- | ---- | ---------------- | ----------------------- | ------------------------- | --------------------- | ------------- |
| 1                | 2010 | Блед,            | 7                       | 42                        | 3,000                 | Игры для тебя |
| 2                | 2015 | Квебек,          | 9                       | 20                        | 1,600                 | *             |
| 3                | 2020 | Инсбрук,         | 12                      |                           |                       |               |

## Виды спорта
| Летние - Академическая гребля - Бадминтон - Бейсбол - Игра в боулз - Велоспорт - Трековый велоспорт - Шоссейный велоспорт - Маунтинбайк - Водные виды спорта - Водное поло - Плавание - Волейбол - Пляжный волейбол - Гольф - Гребля на байдарках и каноэ - Гребной слалом - Канополо - Лёгкая атлетика - Настольный теннис - Нетбол - Парусный спорт - Регби - Сквош - Софтбол - Спасение жизни - Спортивное ориентирование - Стендовая стрельба - Стрельба из лука - Тач - Теннис - Триатлон - Тяжёлая атлетика - Футбол - Хоккей на траве | Зимние - Биатлон - Кёрлинг - Коньковые виды спорта - Конькобежный спорт - Шорт-трек - Фигурное катание - Лыжные виды спорта - Горнолыжный спорт - Лыжные гонки - Хоккей | Паралимпийские - Академическая гребля - Бадминтон - Велоспорт - Гребля на байдарках и каноэ - Игра в боулз - Лёгкая атлетика - Настольный теннис - Плавание - Стрельба из лука - Теннис - Триатлон |

## Международная ассоциация ветеранов спорта
Международная ассоциация ветеранов спорта является организацией признанной Международным олимпийским комитетом и её деятельность направлена на поддержку олимпийского движения и поддержания философии Олимпийской хартии спорт для всех. Ассоциация, своей деятельностью, поощряет занятия спортом в любом возрасте, а дух соревновательности, проявляющийся в рамках Игр ветеранов, позволяет сохранить мотивации и хорошее самочувствие на всю жизнь.
Совет управляющих, состоит из шестнадцати членов, избираемых Генеральной Ассамблеей на четырёхлетний период. Руководство Ассоциацией (IMGA) осуществляет:
- президент,
- почетный вице-президент,
- десять членов от международных спортивных федераций, в том числе два от федераций зимних видов спорта,
- один участник от Спортивной многопрофильной организации.

Совет управляющих Международной ассоциации ветеранов спорта на май 2010 г. включал в себя:
| Должность      | Имя                 | Другие должности                                                                                               |
| -------------- | ------------------- | --- |
| Президент      | Кай Холм            | Бывший член МОК, бывший президент Олимпийского комитета Дании                                                  |
| Вице президент | Тунку Имран         | Почетный вице-президент, член МОК, Президент НОК Малайзии                                                      |
| Участник       | Тамаш Аян           | член МОК, Президент Международной федерации тяжелой атлетики                                                   |
| Участник       | Денис Освальд       | член МОК, Президент Международной федерации гребли                                                             |
| Участник       | Гиан Франко Каспер  | член МОК, Президент Международной федерации лыжного спорта                                                     |
| Участник       | Джанни Гола         | Бывший президент Бывший президент Международного совета военного спорта (CISM)                                 |
| Участник       | Филип Кравен        | член МОК, Президент Международного параолимпийского комитета (IPC)                                             |
| Участник       | Мерисол Касадо      | член МОК, Президент Международного союза триатлона (ITU)                                                       |
| Участник       | Андерс Бессеберг    | Президент Международного союза биатлонистов                                                                    |
| Участник       | Дон Портер          | Президент международной федерации софтбола                                                                     |
| Участник       | Пэт Макпэт Маккуайд | член МОК, Президент Международного союза велосипедистов (UCI)                                                  |
| Участник       | Джозе Перурена      | член МОК, Президент международной федерации каное (ICF)                                                        |
| Участник       | Боб Элфинстон       | Бывший президент международной федерации баскетбола (FIBA)                                                     |
| Участник       | Ричард Керрион      | член Исполнительного комитета МОК, Chair IOC Finance & Audits Commission                                       |
| Участник       | Джон Коатс          | член Исполнительного комитета МОК, Президент НОК Австралии, Президент организации «Спорт и общество Австралии» |
| Участник       | Карлос Нузман       | член МОК, Президент НОК Бразилии                                                                               |